# Хорватский исторический музей
Хорватский исторический музей (хорв. Hrvatski povijesni muzej) — государственный исторический музей в столице Хорватии городе Загребе; значительное собрание предметов и материалов по хорватской истории, научно-исследовательский и культурный центр страны.

## Общая информация
Здание музея — дворец Войкович-Оршич-Раух (Vojković-Oršić-Rauch), один из самых ценных памятников архитектуры барокко в Загребе и всей стране, был возведён в конце XVIII века. На протяжении истории дворец был семейным гнездом нескольких знатных хорватских семей, не раз менял владельцев, пока в 1930-х годах город не приобрёл здание у последнего частного собственника. В дальнейшем в здании находилась резиденция мэра Загреба, а с 1959 года — часть Хорватского исторического музея.
Режим работы музейного учреждения:
- с понедельника по пятницу — с 10:00 до 18:00;
- по субботам и воскресеньям — с 10:00 до 13:00;
- закрыт на праздники и в праздничные дни.

Директор музея — Анкица Панджич (Ankica Pandžić).

## История
Хорватский исторический музей в Загребе считается правопреемником Национального музея Хорватии, основанного в 1846 году.
В 1959 году во дворце Войкович-Оршич-Раух разместился Исторический музей Хорватии.
Вместе с независимостью Хорватии в 1991 году последний был объединён с Музеем Революции (хорв. Muzej revolucije naroda Hrvatske), затем появилось новое музейное учреждение — Хорватский исторический музей, который с тех пор является главным историческим музеем страны.
Кроме барочного дворца на ул. Матошева, часть экспозиции Хорватского исторического музея размещена в павильоне Мештровича (хорв. Meštrovićev paviljon); музей, кроме того, имеет библиотеку, осуществляет научно-исследовательскую и издательскую деятельность. Музейное заведение управляет филиалом — Мемориальным музеем Ивана Горана Ковачича в селе Луковдол (Lukovdol) в Горском Котаре (Приморско-Горанская жупания).

## Экспозиции
Фонды Хорватского исторического музея насчитывают более 200 000 экспонатов.
Музейные коллекции включают 15 отделов:
- собрание документов № 1;
- собрание документов № 2;
- коллекция произведений искусства XX века;
- сакральное собрание;
- собрание фотографий, плёнок и негативов;
- геральдическо-сфрагистическая коллекция;
- коллекция холодного оружия;
- коллекция каменных памятников, нумизматики и археологических артефактов;
- коллекция наград, медалей, почётных знаков и значков;
- собрание предметов быта;
- коллекция произведений живописи, графики и скульптуры;
- смешанная коллекция;
- коллекция огнестрельного оружия;
- собрание флагов и стягов;
- коллекции форменной одежды.